# Ferenc Török (atleta)
Ferenc Török (Csillaghegy, 3 agosto 1935) è un ex pentatleta ungherese.

## Palmarès
In carriera ha conseguito i seguenti risultati:
- Giochi olimpici:

Tokyo 1964: oro nel pentathlon moderno individuale e bronzo a squadre.
Città del Messico 1968: oro nel pentathlon moderno a squadre.
- Mondiali:

Mosca 1961: argento nel pentathlon moderno a squadre.
Città del Messico 1962: argento nel pentathlon moderno a squadre e bronzo individuale.
Magglingen 1963: oro nel pentathlon moderno a squadre ed argento individuale.
Lipsia 1965: oro nel pentathlon moderno a squadre e bronzo individuale.
Melbourne 1966: oro nel pentathlon moderno a squadre e bronzo individuale.
Jönköping 1967: oro nel pentathlon moderno a squadre.